# Кирш, Карл Васильевич
Карл Васи́льевич Кирш (27 августа (8 сентября) 1877 — 13 декабря 1919) — русский учёный в области теплотехники, профессор.

## Биография
Сын маляра.
Получил среднее образование в Юрьевском реальном училище (1895). В 1901 году окончил Императорское Московское техническое училище и остался работать в нём — лаборантом механической лаборатории под руководством В. И. Гриневецкого. В 1903 году начал наладку экспериментальных установок лаборатории паровых котлов; в частности, установил в котельной училища первый локомобиль (передвижную паровую машину) с генератором постоянного тока, что положило основание центральной электрической и отопительной станции училища.
В 1904 году вёл занятия по проектированию паровых котлов. С 1906 года начал читать курс заводских топок и котельных установок. С 1910 года заведовал лабораторией паровых котлов. С 1915 года — адъюнкт-профессор.
К. В. Кирш наряду с В. И. Гриневецким стал основателем московской научной теплотехнической школы.
В августе 1915 года назначен заместителем председателя Особого совещания по топливу (ОСОТОП).
В 1918 году был председателем Теплового комитета при Политехническом обществе.
Работал над проблемами совершенствования топок и использования низкокалорийных топлив. В 1907 году предложил метод расчёта паровых котлов, послуживший впоследствии основой для тепловых расчётов котельных агрегатов. Провёл ряд исследований по вопросу промышленного использования местных топлив и отходов. Предложил конструкции шахтной топки с вертикальным зеркалом горения для дров высокой влажности, «фартучной» топки для жаротрубных котлов. С 1913 года изучал подмосковный угольный бассейн.
Карл Васильевич Кирш стремился создать теплотехнический институт на базе лаборатории паровых котлов МВТУ с расширением и привлечением научных кадров. Он организовал сбор необходимых средств по подписке.
Скончался 13 декабря 1919 года от сыпного тифа. Похоронен на Введенском кладбище (23 уч.).

## Память
В 1921 году В. И. Ленин поддержал предложение профессора Л. К. Рамзина о создании Теплоэнергетического научно-исследовательского института имени В. И. Гриневецкого и К. В. Кирша (в будущем — ВТИ им. Ф. Э. Дзержинского). 13 июля 1921 года Совет Труда и Обороны постановил: «В воздаяние заслуг и увековечение памяти основателей и главных руководителей Московской школы теплотехников учредить теплотехнический институт, присвоив ему наименование „Теплотехнический институт имени профессоров В. И. Гриневецкого и К. В. Кирша“». Первым директором этого института стал Рамзин.

## Семья
Сын — Анатолий Карлович Кирш (14.04.1912-25.01.1996). Окончил МВТУ им. Н. Э. Баумана. Воевал в ОМСБОН, вместе с Любовью Кулаковой. До войны и в послевоенное время вплоть до 70-х годов работал инженером и руководителем группы в турбинном цехе фирмыОРГРЭС. Похоронен на Введенском кладбище.

## Публикации
- Герре О., Кирш К. В. Применение перегретого пара к паровой машине. — М.: Политехн. о-во, сост. при Имп. Моск. техн. уч-ще, 1902. — [2], 53 с. (Пер. с нем. инж.-мех. К. В. Кирш.)

- Гюльднер Г., Пафнутьев Н. К., Кирш К. В., Гриневецкий В. И. Газовые, нефтяные и прочие двигатели внутреннего сгорания: Их конструкция и работа, их проектирование: 812 фиг. в тексте и 26 л. черт. = Das Entwerfen und Berechnen der Verbrennungskraftmaschinen und Kraftgas-Anlagen. Handbuch für Konstrukteure und Erbauer von Gas- und Ölkraftmaschinen. — М.: изд. инж.-мех. И. Каменев и Н. Пафнутьев, 1907. — 594, [3] с. (Пер. с нем. инж.-мех. К. В. Кирша и Н. К. Пафнутьева, преп. Имп. Моск. техн. уч-ща; Под ред. проф. Имп. Моск. техн. уч-ща В. И. Гриневецкого.)

- Сталь В., Богданов П. А., Отт А. А., Кирш К. В. Паропроводы высокого давления на выставке в Дюссельдорфе. — М.: Студ. изд. комис. при М.Т.У., 1908. — 24 с. (Пер. П. А. Богданова и А. А. Отт; Под ред. преп. М.Т.У. [Моск. техн. уч-ща] К. В. Кирша.)

- Кирш К. В. Сжигание антрацита и использование его тепла в котельной. — Харьков: Сов. Съезда горнопромышленников юга России, 1912. — 53 с.

- Кирш К. В. Исследование корнвал., комбин. и водотрубного котлов Л.П.К. в комбинации с ребристым экономейзером при напряжениях до 55 kg/1 mt²-1 час; Водотрубный котел Л.П.К. с вертикальными ходами и перегревателем; Исследование ребристого экономейзера сист. "Р. Каблиц". — М.: тип. Рус. т-ва, 1912. — 64 с. (Известия Механического института Московского технического училища. Лаборатория паровых котлов; Вып. 12)

- Кирш К. В. Материалы к проекту испытательной станции для топлива. — Харьков: тип. Б. Бенгис, 1912. — 47 с.

- Кирш К. В. О вертикально-водотрубных котлах : [Доп. авт. пер. докл. 43 Междунар. съезду котлонадзор. о-в]. — М.: тип. Рус. т-ва, 1914. — 26 с.
- Кирш К. В. Антрацит, как топливо для паровых котлов. — Харьков: тип. «Печатник», 1915. — 109 с.
- Кирш К. В. Антрацит, как топливо котельных. — М., 1915. — 109 с.

- Кирш К. В. Подмосковный уголь, как топливо котельных. — М.: тип. Рус. т-ва, 1915. — 33 с.

- Кирш К. В. Дрова, как топливо котельных. — М.: тип. п/ф «Печ. искусство», 1916. — 19 с.

- Кирш К. В. Необходимость усиления потребления древесного топлива, как естественный результат недостаточности других видов топлива. — М.: тип. п/ф «Печ. искусство», 1916. — 12 с.

- Кирш К. В. О необходимости усилить на ближайшие годы в России потребление дров, как промышленного топлива. — М.: тип. п/ф «Печ. искусство», 1916. — 9 с.
- Кирш К. В. Состояние топливоснабжения России на 1 ноября 1917 года // Известия Особого Совещания по топливу. — 1917. — № 6.
- Кирш К. В. Подмосковный уголь, как топливо котельных. — М., 1918. (2-е изд.)

- Кирш К. В. Антрацит, как топливо котельных. — М., 1925.

- Кирш К. В. . — М., 1926. (посмертное изд. в изложении М. М. Щеголева)

- Кирш К. В. Котельные установки. Ч. 2. Заводские топки. — М., 1930. (посмертное издание в изложении Петра Сергеевича Толкованова)